# Крестовский Лесоучасток
Крестовский Лесоучасток (якут. Крестовскай) — село в Ленском улусе Якутии России. Входит в состав городского поселения «посёлок Пеледуй».

## География
Село находится в западной части Якутии, в пределах Приленского плато, на берегу реки Лена, на расстоянии 32 км от посёлка городского типа Пеледуй, центра городского поселения, и 167 км от города Ленск, административного центра района.

### Климат
Климат характеризуется как резко континентальный, с морозной зимой и относительно жарким летом. Средняя температура воздуха самого тёплого месяца (июля) составляет 22 °C; самого холодного (января) — −32 °C. Основное количество атмосферных осадков (75-80 % от годовой суммы) выпадает в период с апреля по октябрь. Снежный покров держится в течение 200—210 дней в году.

## История
Согласно Закону Республики Саха (Якутия) от 30 ноября 2004 года N 173-З N 353-III село вошло в образованное муниципальное образование «Городское поселение посёлок Пеледуй».

## Население
| 2002 | 2010 | 2011 | 2012 | 2013 | 2014 | 2015 | 2016 | 2017 | 2018 | 2019 |
| ---- | ---- | ---- | ---- | ---- | ---- | ---- | ---- | ---- | ---- | ---- |
| 166  | ↘19  | →19  | ↘16  | ↘13  | ↗14  | →14  | ↘12  | ↘8   | ↗9   | ↗10  |
| 2020 | 2021 |      |      |      |      |      |      |      |      |      |
| →10  | ↘0   |      |      |      |      |      |      |      |      |      |

### Национальный состав
Согласно результатам переписи 2002 года, в национальной структуре населения русские составляли 84 % из 166 чел.

## Инфраструктура
Личное подсобное хозяйство (ЛПХ). Централизованного водоснабжения нет.

## Транспорт
- Автомобильный и речной транспорт;
- Автозимник.